# Omar Sívori
Enrique Omar Sívori (ur. 2 października 1935 w San Nicolás de los Arroyos, zm. 17 lutego 2005 tamże) – argentyński piłkarz, który występował na pozycji napastnika i trener.
Zdobywca Złotej Piłki w 1961.
W czasie kariery grał dla dwóch reprezentacji - Argentyny i Włoch.

## Kariera klubowa
Piłkarz jest wychowankiem stołecznego River Plate, gdzie grał przez trzy lata. Razem z klubem zdobył trzy tytuły mistrza Argentyny z rzędu (1955, 1956, 1957) będąc przy tym najlepszym strzelcem zespołu.
Po turnieju Copa America 1957 - na którym zdobył tytuł króla strzelców - Sívori został kupiony przez włoski Juventus, z miejsca stając się liderem tej drużyny. W Italii trzykrotnie zdobywał mistrzostwo kraju oraz dwa Puchary Włoch. W 1959 został królem strzelców Serie A, a w 1961 został nagrodzony Złotą Piłką dla najlepszego piłkarza Europy.
W 1965 roku odszedł do SSC Napoli, gdzie zakończył karierę piłkarską w 1968 roku.

## Kariera reprezentacyjna
Dla reprezentacji Argentyny grał tylko dwa lata od 1956 do 1957. Mimo to, udało mu się przyczynić do zwycięstwa Argentyńczyków w turnieju Copa América w 1957.
Łącznie w reprezentacji Albicelestes rozegrał 19 spotkań i strzelił 9 bramek,
W 1961 Sívori otrzymał włoski paszport i niedługo później rozegrał swój pierwszy mecz w reprezentacji Włoch. Piłkarz znalazł się w kadrze Italii na Mistrzostwa Świata 1962, gdzie rozegrał dwa spotkania, a Włosi zostali wyeliminowani już w fazie grupowej. Po turnieju zakończył karierę reprezentacyjną.
W Squadra Azzurra rozegrał 9 spotkań strzelając w nich 8 goli.

## Praca trenerska
W 1969 wrócił do Argentyny, gdzie rozpoczął karierę trenerską w Rosario Central. W 1972 został trenerem młodzieżowej i pierwszej reprezentację Argentyny, z którą wygrał eliminacje do Mistrzostw Świata 1974. Po kłótniach z działaczami został zwolniony i nie prowadził już drużyny na turnieju finałowym,

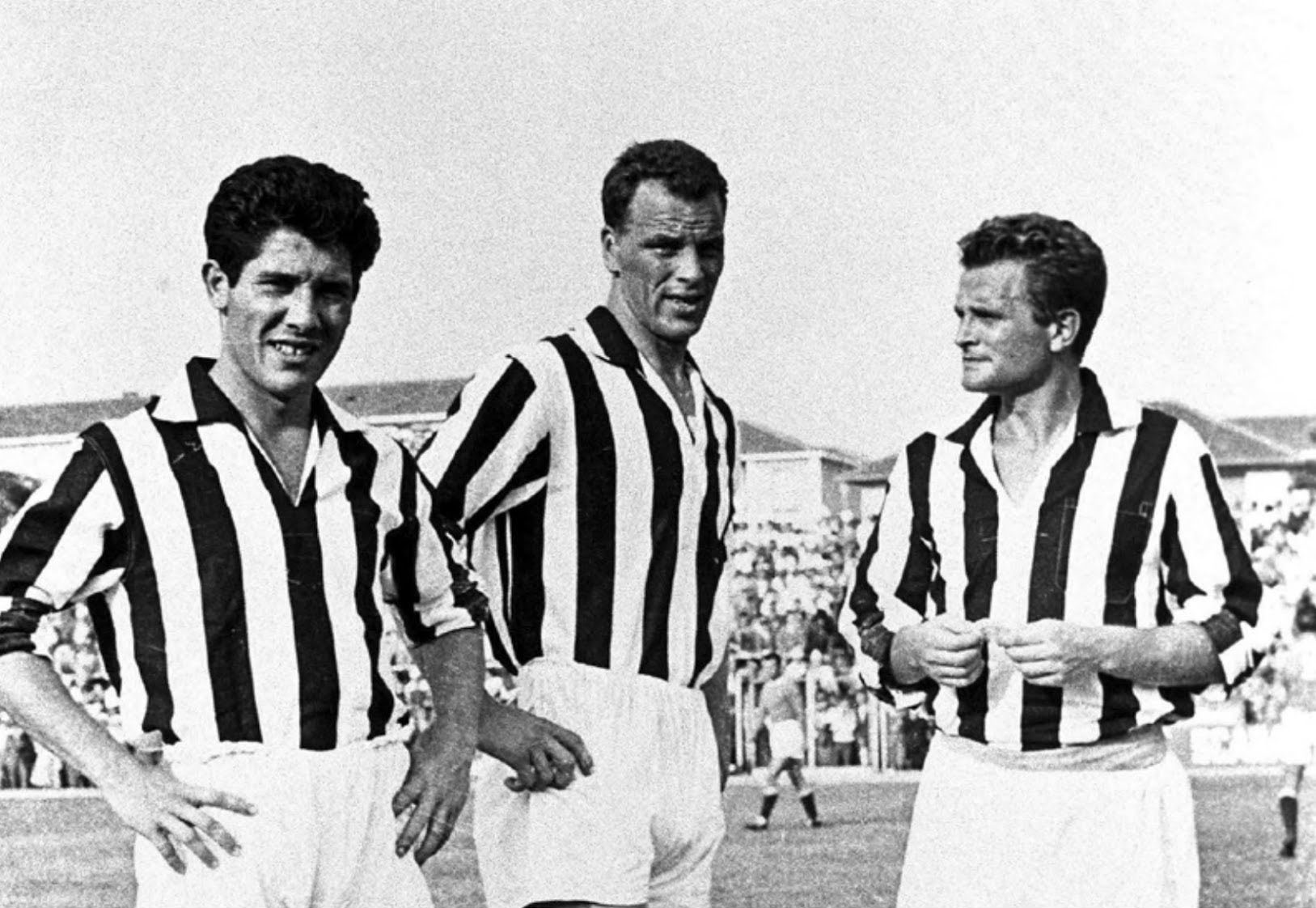
Omar Sívori, John Charles i Gianpiero Boniperti - legendarny atak Juventusu Turyn.

## Sukcesy

### River Plate
- Mistrzostwo Argentyny: 1955, 1956, 1957

### Juventus
- Mistrzostwo Włoch: 1957/1958, 1959/1960, 1960/1961
- Puchar Włoch: 1958/1959, 1959/1960, 1964/1965
- Coppa delle Alpi: 1963

### SSC Napoli
- Coppa delle Alpi: 1966

### Reprezentacyjne
- Copa América: 1957

### Indywidualne
- Król strzelców Serie A: 1959/1960 (28 goli)

### Wyróżnienia
- Najlepszy piłkarz Copa América: 1957
- Złota Piłka: 1961
- FIFA 100: 2004